# Aranyfejű oroszlánmajmocska

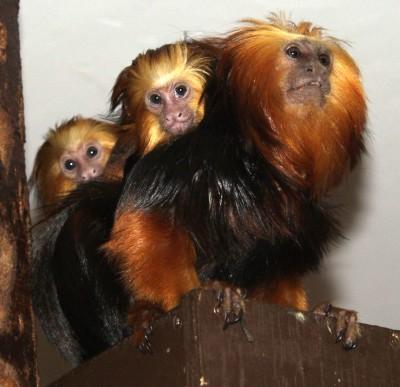
Aranyfejű oroszlánmajmocska kölykeivel

Az aranyfejű oroszlánmajmocska (Leontopithecus chrysomelas) az emlősök (Mammalia) osztályába a főemlősök (Primates) rendjébe és a csuklyásmajomfélék (Cebidae) családjába tartozó faj.

## Előfordulása
Brazília délkeleti részén, pontosabban néhány kis területen él Bahia államban.
Erdőkben élő faj, a fák lombkoronájában 3-10 méteres magasságban él.

## Megjelenése
24-28 centiméter a hossza. Farka hosszabb, mint a teste (35 centiméter). Súlya 500-550 gramm.
Szőrzete javarészt sötétbarna színű. Jellegzetessége a fejét körülvevő aranyszínű sörény, amelytől valóban hasonlít valamelyest az oroszlánra.
Sötét színű arca szőrtelen és sötét színű, jól kiemeli azt az aranyszínű szőrzet.

## Életmódja
Az aranyfejű oroszlánmajmocskák kis, legfeljebb 8 egyedből álló csoportokban élnek. Egy csoportban többnyire csak két felnőtt egyed van, a többiek fiatal állatok. Egy-egy csoport territóriuma nagyjából 75 hektár körül mozog. A csoporton belül rangsort állítanak fel. Az egyedek egymással magas hangú, csicsergésszerű hangokkal kommunikálnak.
Nagyon aktív állatok. Néhány órás alvástól eltekintve egész nap tevékenyen mozognak, és idejük nagy részét táplálékszerzéssel, társaikkal való játékkal, veszekedéssel töltik.
A csoportok az éjszakát a sűrű bozótban vagy egy fa odvában töltik, a nap legnagyobb részében pedig egyik gyümölcstermő fáról vándorolnak a másikra. A karmosmajmok többségéhez hasonlóan főként a magasabb fákon mozog. Kis mérete miatt ki tud mászni a vékonyabb ágakra is.
Rovarokat, pókokat, gyümölcsöt, madártojásokat és fanedvet is fogyaszt.

## Szaporodása
Mint minden tamarinnál, ennél a fajnál is kizárólag a domináns nősténynek van joga párosodni.
A 125-130 napos vemhesség után általában két kölyköt hoz világra a nőstény. A születések többnyire az esős évszak idejére (szeptember és április közötti időszakra) esnek
A kicsiket mindig a domináns hím egyed hordozza magával és csak a szoptatási időszakban adja át az anyaállatnak a kölyköket. A kicsik két-három hónapig szopnak és 18-24 hónapos korukra lesznek ivarérettek. Várható élettartama vadon 10 év körül van, fogságban akár 18 évig is élhet.

## Természetvédelmi helyzete

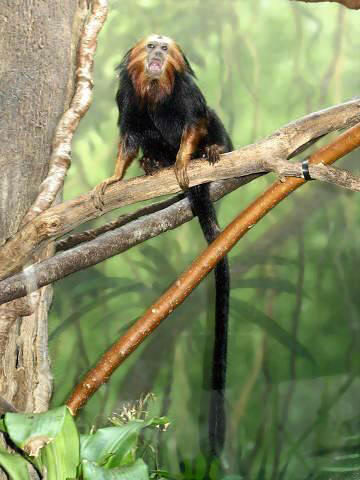

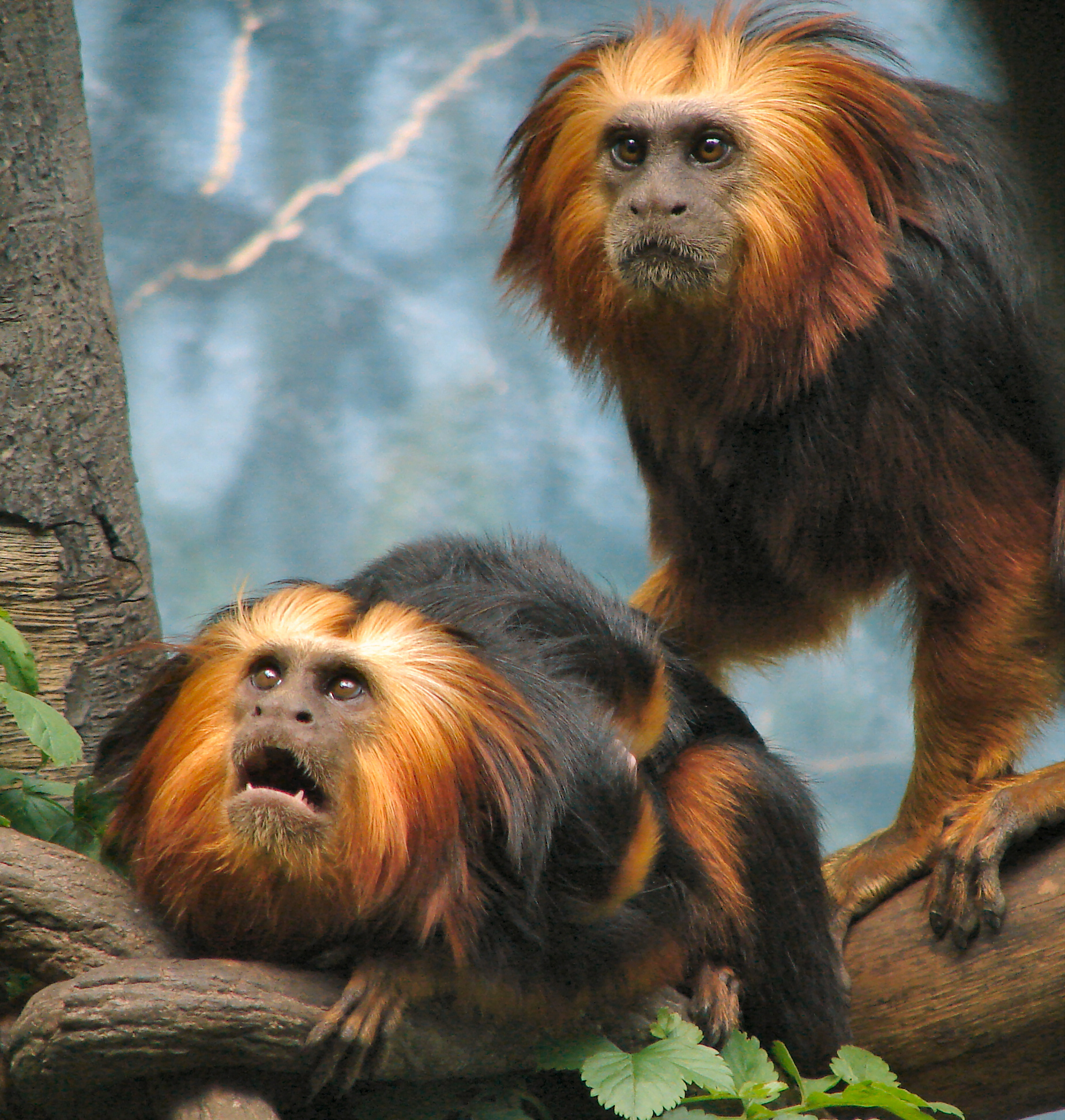

Mint minden oroszlánmajmocska, az aranyfejű oroszlánmajmocska is veszélyeztetett fajnak számít. Elterjedési területét, a délkelet-brazíliai esőerdőket már nagyon régóta és nagyon nagy ütemben irtják. Egykori elterjedési területének több mint a 90%-át mára már elvesztette, jelenleg egy kis területen fordul elő Bahia államban, de ott sem összefüggő területen, hanem szigetszerűen elkülönült populációkban.
Az 1980-as években fajmentési és később visszavadítási programot indítottak megmentésük érdekében, melynek következtében egyedszámuk jelentősen megnövekedett. Jelenleg 6000 és 14 000 egyed közötti értékre becsülik a szabadban élő összegyedszámukat, így a négy oroszlánmajmocska faj közül ez a faj a legelterjedtebb.
Elterjedési területén az erdőirtás ma is aktuális probléma, ezért a Természetvédelmi Világszövetség (IUCN) a megnövekedett egyedszám ellenére sem sorolta át a kevésbé fenyegetett kategóriák valamelyikébe, hanem a faj jelenleg is „veszélyeztetettnek” számít.
Továbbra is szükség van élőhelye aktív védelmére.
Fogságban közepesen gyakori fajnak számít, jelenleg ismert összes egyede részt vesz a fajmentő programban.
Magyarországon a Szegedi Vadasparkban és a Pécsi Állatkertben látható.